# Klisura (obwód Płowdiw)
Klisura (bułg. Клисура) – miasto w Bułgarii, w obwodzie Płowdiw i gminie Karłowo. W 2019 roku liczyło 895 mieszkańców.